# Curtis Anthony Anderson
Curtis Anthony Anderson (* 29. Mai 1940) ist ein US-amerikanischer Philosoph sowie Philosophieprofessor an der University of California, Santa Barbara.
C. Anthony Anderson erwarb 1977 seinen Ph.D. in Philosophie an der University of California, Los Angeles, als er mit dem wegweisenden Philosophen Alonzo Church zusammenarbeitete. Er hat auch einen Master of Science in Mathematik von der University of Houston, den er 1965 machte. Dort erhielt er auch seine Undergraduate degree in Physik und Mathematik.
Anderson hat sich in den Jahren besonders auf die Philosophie der Logik und die Sprachphilosophie spezialisiert. Allerdings arbeitet er auch zeitweise in anderen Bereichen wie der Religionsphilosophie.

## Werke
- The Paradox of the Knower, 1983
- Divine Omnipotence and Impossible Tasks: An Intensional Analysis, 1984
- Some Difficulties Concerning Russellian Intensional Logic, 1986
- Bealer's Quality and Concept, 1987
- Propositional Attitudes: The Role of Content in Logic, Language, and Mind, 1990
- Analyzing Analysis, 1993